# تل بورگا
تل بورگا محوطه‌ای باستانی در دشت شارون، واقع در یک کیلومتری شرق بنیامینا، در اسرائیل است.

## تاریخ
تل بورگا استحکامات کوچک بود که به‌طور استراتژیک بین شهرهای بزرگتر کنعان واقع شده بود و در موقعیتی قرار داشت که از فرهنگ رو به رشد شهری در دوران عصر مفرغ میانه پشتیبانی می‌کرد. بررسی‌های باستان‌شناسی منجر به شناسایی، بقایای حداقل دو برج و یک دیوار، و همچنین بقایای قطعات سفالی از دوره‌های مختلف، از جمله دوران مس‌سنگی، دوران اولیه و میانی عصر مفرغ و همچنین عصر آهن شد. در این محوطه همچنین آثار باستانی رومی و قرون وسطایی نیز یافت شده‌است.